# Carl-Eric Björkegren
Carl-Eric Björkegren, född 9 oktober 1920 i Eslöv, Malmöhus län, försvunnen 2 juni 1994 i Viken, Skåne (dödförklarad 11 november 2005 av Stockholms tingsrätt), var en svensk direktör, konstsamlare och affärsman. Efter en framgångsrik karriär inom stålkoncernen Sandvik AB gick han över i finansbranschen – belånade och köpte fastigheter, aktier och konst. Han var för många en symbol för 1980-talets klipparekonomi. Björkegren var under en period en av Sveriges rikaste personer och hade vad som betecknades som Sveriges finaste privata konstsamling. I början av 1990-talet rämnade hans imperium och han gick till slut i personlig konkurs med 1,3 miljarder kronor i skulder. År 1994 försvann han spårlöst.

## Biografi

### Karriär
Björkegren var son till köpmannen Carl Björkegren och Judith Jansson. Han tog officerexamen den 1 september 1944 och utnämndes till löjtnant den 1 juni 1946. Björkegren tillhörde Norra skånska infanteriregementet (I 6). Han diplomerades från Handelshögskolan i Göteborg 1949. Han var kamrer vid Sandvikens Jernverks AB 1953, intendent 1958 och ekonomidirektör 1961. Björkegren blev vice verkställande direktör 1965 och var förste vice verkställande direktör 1979–1981. Han pensionerades 1981. Björkegren hade i början av 1960-talet lånat 200 000 kronor av Hugo Stenbeck och köpt Sandvikaktier. Alla köp var dock inte helt laglydiga och Björkegren blev dömd som Sveriges första insiderbrottsling 1982. Tillsammans med direktörskollegan Lars Forsberg hade han köpt 30 000 aktier i Sandvik utan att meddela det till värdepapperscentralen, ett brott som för Björkegrens del straffades med 25 dagsböter à 1 000 kronor.
Han var styrelseordförande i Barkman & Co AB, Indata AB, AB Betula och Royal Classics Hotels i Köpenhamn samt Läkerol-Ahlgrens i Gävle. Björkegren var även Guineas generalkonsul. Han blev sedermera störste aktieägaren i Gränges och köpte merparten i fastighetsförvaltningsbolaget Storstaden. 1980 köpte Björkegren tusentals aktier i medaljföretaget AB Sporrong i Norrtälje. Efter pensioneringen spekulerade Björkegren i hotell (bland annat Hotel D’Angleterre i Köpenhamn och Sheraton i Stockholm) och andra fastigheter, aktier och konst.

### Konstsamlare
Björkegren hade vad som betecknades som Sveriges finaste privata konstsamling med bland annat verk av Picasso, Miró, Chagall och Grünewald. Samlingen var värderad till en halv miljard kronor. Björkegren valdes 1987 till årets privatekonom och sade då att "konst köper jag för egna pengar, affärer gör jag med lånade". I slutet av 1980-talet köpte han 50 procent av tavlan Midvinterblot av Carl Larsson. Den andra halvan ägdes av en konsthandel. Köpet var enligt Björkegren själv det enda spekulationsköp han gjort. Tavlan såldes senare till en privat samlare i Japan.
Björkegren var åren 1966–1986 ledamot av styrelsen för GDJ-fonden i Gävle, en fond som bland annat köpte in skulpturkonst som efter hand överlämnades till kommunen som gåva. Björkegren var fondens styrelseordförande under dess mest aktiva inköpsperiod och betydde mycket för verksamhetens inriktning. Efter ett par besök av fondstyrelsen hos den brittiske skulptören Henry Moore förvärvades år 1976 dennes Three Piece Reclining Figure. Draped (Tredelad vilande figur. Draperad).
Björkegren var under en tid på 1980-talet bosatt i Wennergrenska palatset i Diplomatstaden, Stockholm, och även i Villa Bonde. Björkegren flyttade senare till Narvavägen, men blev av med lägenheten när han skilde sig 1993. Han flyttade då till sommarvillan i Viken i Skåne som köptes för 5,5 miljoner.

### Finansman
Som finansman och en av Sveriges rikaste personer investerade Björkegren i stor skala i fastigheter, aktier och konst. När han stod på toppen ansågs han vara god för 2,5 miljarder kronor, även om det mesta så småningom visade sig vara luft, det vill säga skulder utan täckning. I början av 1990-talet rämnade hans imperium till följd av den dåvarande fastighets- och bankkrisen som föranledde kraftigt fallande priser på fastigheter och aktier. Även konstmarknaden föll kraftigt. När Björkegren tvingats ställa in sina betalningar pantförskrevs samtliga konstverk och en stor del av samlingen såldes. Huvuddelen av hans skulder var kopplade till borgensåtaganden. Men han hade också personliga skulder på cirka 220 miljoner kronor framför allt på grund av privat konsumtion. Han hade skaffat lägenheter i bland annat London och Florida. Björkegren hade till stor del kraftigt belånat sina tillgångar och samtidigt gått i personlig borgen för sina företag. Björkegren försattes till sist i personlig konkurs år 1991 med skulder på 1,3 miljarder kronor, vilket än idag (år 2011) är Sveriges största personliga konkurs. Det mesta kom av att han gått i personlig borgen för lån som hans bolag tagit i skandalomsusade Nyckeln, den största fordringsägaren. Trots att Björkegren förlorade hela sin förmögenhet och kronofogden lade beslag på de 50 000 kronor som Sandvik AB varje månad betalade ut till honom i pension, fortsatte han att leva gott. Björkegren hade tillsammans med Gota Bank sett till att ägandet av huset i Viken skrevs över på döttrarna, som samtidigt övertog lånen på fastigheten. Senare visade det sig att Björkegren stoppat undan några miljoner på ett hemligt bankkonto i Schweiz. Dessa pengar räckte bland annat till att avlöna en butler som skötte hushållet i Viken och en del praktiska saker åt honom.

### Försvinnandet
Den 2 juni 1994 försvann Björkegren spårlöst från sin bostad i Viken, söder om Höganäs i Skåne, bara några  timmar innan han skulle sätta sig på ett plan till Stockholm där, i ett förbokat rum på Grand Hôtel, hans advokat Henning Sjöström och hans dotter Eva väntade på honom. Teorierna går isär huruvida han iscensatte sin egen flykt eller röjdes ur vägen av ljusskygga affärsbekanta. Allt tyder på att han inte längre är i livet (i synnerhet som han i nuläget skulle vara över hundra år), trots att det då och då kommit rapporter om observationer av personer som liknar honom. Bland annat kom det tips om att han shoppade på NK i Stockholm, att han bodde på hotell i Oman, att han gick på banken i Schweiz och att han bodde i primadonnan Git Gays brors hus i Paraguay.
Han anmäldes försvunnen av familjen drygt två veckor efter försvinnandet. Björkegrens butler var den sista person som såg honom i livet. Enligt butlerns vittnesmål var Björkegren hemma i sitt hus på förmiddagen den 2 juni 1994. Butlern gav sig iväg ett par timmar för att passa sitt barn. Då han återvände var både Björkegren och packningen borta. En mordutredning startades och i början trodde polisen att Björkegren hade flytt utomlands, men blev senare övertygad om att han blivit mördad. Två lösa trådar, som polisen inte kunnat få bekräftade, är att butlern skulle ha lånat ut nycklarna till villan och senare vid betalning av en skuld ska ha betalat med en Rolexklocka och en mycket värdefull tavla ur Björkegrens privata samling.
År 2012 kom det ett uppslag från före detta chefen för rikskriminalen Tommy Lindström att Björkegren hade skulder i undre världen kopplade till konst och att när dessa skulle drivas in så gick något fel och torpeder var sedan tvungna att gömma undan kroppen.

### Eftermäle
Efter försvinnandet såldes strandvillan i Viken av Gota Bank på exekutiv auktion med förlust och Björkegrens döttrar krävdes på mellanskillnaden för att täcka lånen. De gick till tingsrätten för att slippa betala skulden och tingsrätten fann att banken varit medveten om att döttrarna aldrig skulle kunnat klara av att betala så stora lån och skrev ner skulden med hälften. Banken överklagade till hovrätten, som slog fast att allt skulle betalas.
Mordutredningen efter Björkegrens försvinnande ligger fortfarande öppen men ingen arbetar aktivt med fallet. Björkegrens familj har satt upp en minnesplakett på gamla kyrkogården i Viken. Plaketten är prydd med hans namn, födelseår och året då han försvann, 1994. Konkursen efter Björkegren avslutades hösten 2003, efter tolv års arbete. Tillgångarna i form av bankmedel, aktier och fordringar var 64 miljoner kronor och skulderna 1,3 miljarder. I november 2005 dödförklarades Björkegren av Stockholms tingsrätt.

### Familj
Björkegren hade två söner och tre döttrar i tre olika äktenskap. När han försvann var han skild från sin fjärde hustru.

## Populärkultur
År 2011 utkom en roman av Ola Lauritzson med titeln Miljardären som försvann. Romanen är en fiktiv berättelse men är tydligt inspirerad av Carl-Eric Björkegrens livsöde. Boken bygger på intervjuer med Björkegrens familj och affärsbekanta.